# Їжовик жовтуватий
Їжовик жовтуватий, їжовик жовтий  (Hydnum repandum L.) — гриб родини гиднових — Hydnaceae.

## Будова
Шапка 4-8 см у діаметрі, опуклорозпростерта, жовта, гола. Шкірка не знімається. Спороносний шар шипастий. Шипи жовтуваті, переходять на ніжку плодовика. Ніжка коротка, кольору шапки, щільна. Спорова маса жовта. Спори 6-9 Х 6-8 мкм. М'якуш жовтуватий, у молодих плодових тіл пахне апельсиновою водою, солодкий, у старих — пекучий, гіркий. Їстівним є тільки молоде плодове тіло.

## Поширення та середовище існування
Росте у хвойних, листяних і мішаних лісах. В Україні поширений на Поліссі, Закарпатті та в Прикарпатті; у серпні — жовтні.

## Практичне використання
Їстівний гриб четвертої категорії, у молодому віці його збирають, відварюють, вживають, а старі гриби тверді та неїстівні.